# Kleiner Rigi
Der Kleine Rigi ist ein 387,7 m ü. NHN hoher Berg im Teutoburger Wald nahe der Ortschaft Holzhausen im nordrhein-westfälischen Kreis Lippe.